# Pseudohydromys germani
Pseudohydromys germani is een knaagdier uit het geslacht Pseudohydromys dat voorkomt in Munimun in de zuidoostelijke bergen van Papoea-Nieuw-Guinea. Net als zijn nauwste verwant Pseudohydromys ellermani heeft P. germani slechts één kies in elke kaak. Deze soort werd oorspronkelijk beschreven in het geslacht Mayermys, maar dat wordt nu tot Pseudohydromys gerekend. De soort is vernoemd naar Pavel German.
Het holotype – het enige bekende exemplaar – weegt 29.5 gram, is 105 mm lang (staart 103 mm) en heeft een achtervoet van 21 mm en een oor van 12.6 mm. Het is groter dan exemplaren van P. ellermani, zijn nauwste verwant, en heeft donkergrijze (in plaats van lichtgrijze) oren, een spaarzaam behaarde staart met korte haren (in plaats van zwaar behaard met lange haren). De tanden van P. germani zijn nog meer gereduceerd dan de nietige kiezen van P. ellermani.

## Noot
1. ↑  (en) Pseudohydromys germani op de IUCN Red List of Threatened Species.
2. ↑  Reeder et al., 2007, Occ. Pap. Mus. Texas Tech Univ. 269:16

Pseudohydromys ellermani · Pseudohydromys fuscus · Pseudohydromys germani · Oostelijke neusmuis (Pseudohydromys murinus) · Pseudohydromys occidentalis